# Honda HSV-010 GT
Chronologie des modèles (2010 - 2013)
Honda NSX Super GT Honda NSX-GT
La Honda HSV-010 GT (abréviation de Honda Sports Velocity) est une voiture de course fabriquée par le constructeur japonais Honda et conçue pour participer au championnat Super GT.
Le 23 octobre 2009, Honda annonce officiellement la fin de la participation de la Honda NSX Super GT à moteur central aux courses du championnat Super GT en raison des nouvelles réglementations de la compétition obligeant les voitures participantes à être des propulsions à moteur avant. Bien que des essais d'une NSX à moteur avant aient eu lieu, le projet a été abandonné. Le 15 novembre 2009, Honda a annoncé que, malgré le retrait de la NSX Super GT de la compétition, elle souhaitait faire concourir une voiture pour la saison 2010. Le constructeur japonais révèle que cette voiture serait basée sur la voiture « New NSX » dont la production a été annulée. Il est rapporté que, bien que le Super GT nécessite normalement aux véhicules de course d'être basés sur des voitures de production, l'utilisation d'une voiture prête pour la production est également autorisé,. À noter qu'Honda a eu besoin de l'accord des autres constructeurs GT500 afin d'engager la HSV-010 GT, ce qui n'a pas posé de problème, Nissan et Lexus (qui représente Toyota) ayant accepté. L'unification du règlement châssis entre le Super GT et le DTM mettra fin à la carrière de la HSV à la fin de la saison 2013. Elle sera remplacée par la Honda NSX-GT

## Résultats en course
En 2010 pour sa première saison, la HSV s'est démarqué des Lexus SC430 et Nissan GT-R par sa vivacité et son efficacité en courbe, ce qui lui permit, malgré une vitesse maximale moins élevée, de remporter le titre avec le Dome Racing sur la weider modulo Dome HSV-010 portant le #18.
En 2011 et 2012, Honda sera victime de la guerre des pneus que se livrent quelques-uns des plus grands pneumaticiens au monde. En effet, Honda n'a que très peu diversifié ses équipementiers pneus, ce qui empêcha les HSV de jouer le titre. Seules trois victoires viendront étoffer le palmarès Honda en 2011 et 2012, toutes remportées par le Dome Racing et sa weider modulo Dome HSV-010, 2 en 2011 et une en 2012.

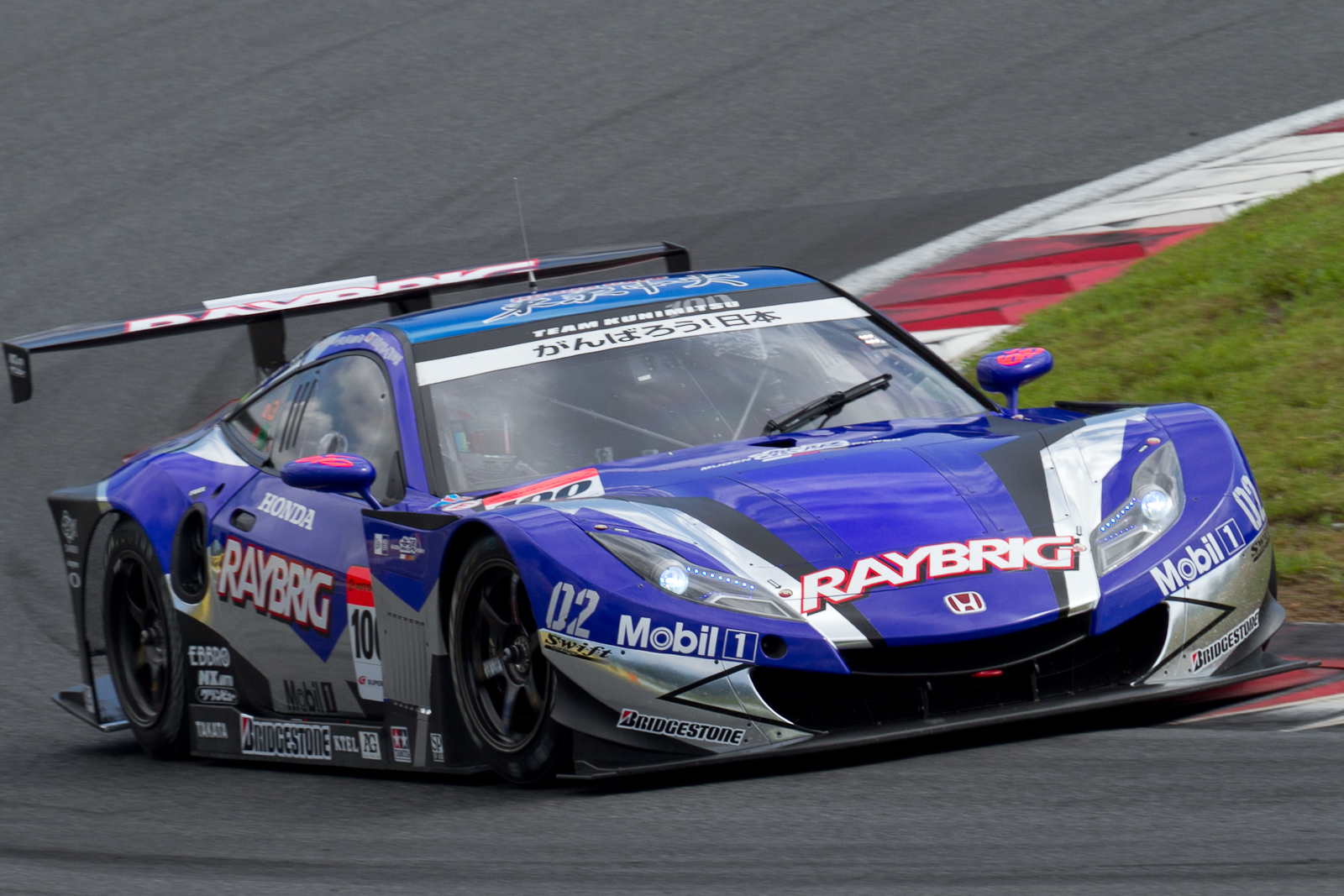
Honda HSV-010 du Team Kunimitsu

Pour 2013, dernière saison du règlement Super GT500 actuel, avant la fusion avec le DTM en 2014, Honda a corrigé le tir. En effet, sur les 5 HSV-010 engagées, 3 sont équipées de Bridgestone (les numéros #8, #17 et #100), une est équipée de pneus Dunlop (la #32) et une de pneus Michelin (la #18 du Dome Racing).
La Honda HSV-010 Raybrig #100 du Team Kunimitsu remporta la première course de la saison à Okayama devant une autre HSV, la #17 portant les couleurs de Keihin. Après avoir raté la victoire de peu lors de la 3e manche à Sepang avec la #18 du Dome Racing, Honda s'offre la victoire lors de la 4e manche à Sugo avec la HSV ARTA #8. Lors des 1000 km de Suzuka, 5e épreuve du championnat, le Dome Racing s'offre son premier succès de la saison, et se relance dans la course au titre. A Fuji puis à Autopolis, les HSV sont en manque de performance comparé aux Lexus, manque de performance en partie dû à la différence de lest embarqué. La HSV Keihin #17 (peu lestée) sauve les meubles avec une 2e puis une 3e place.

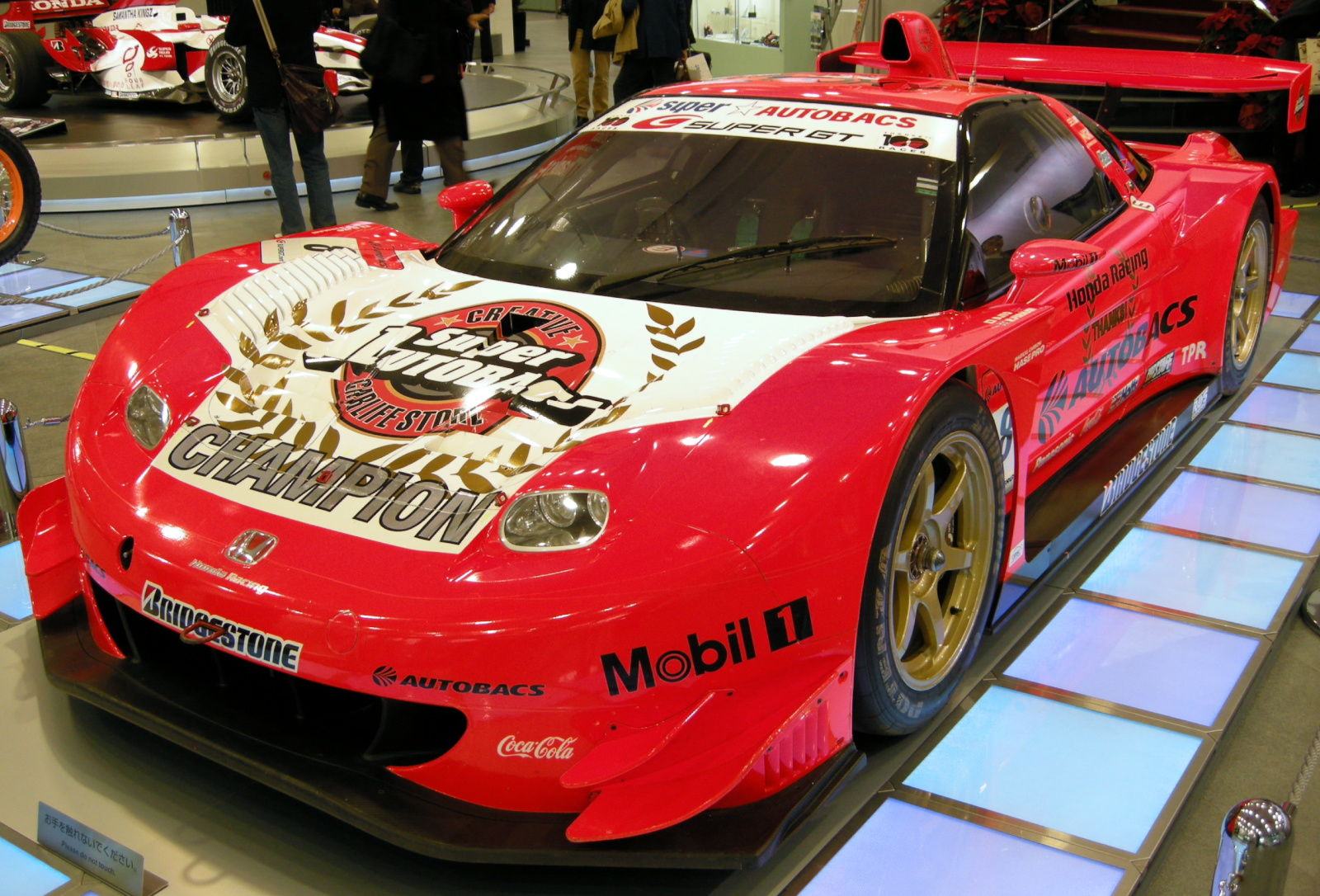
La NSX-GT du team ARTA, que la HSV-010 GT a remplacé dans la catégorie GT500.
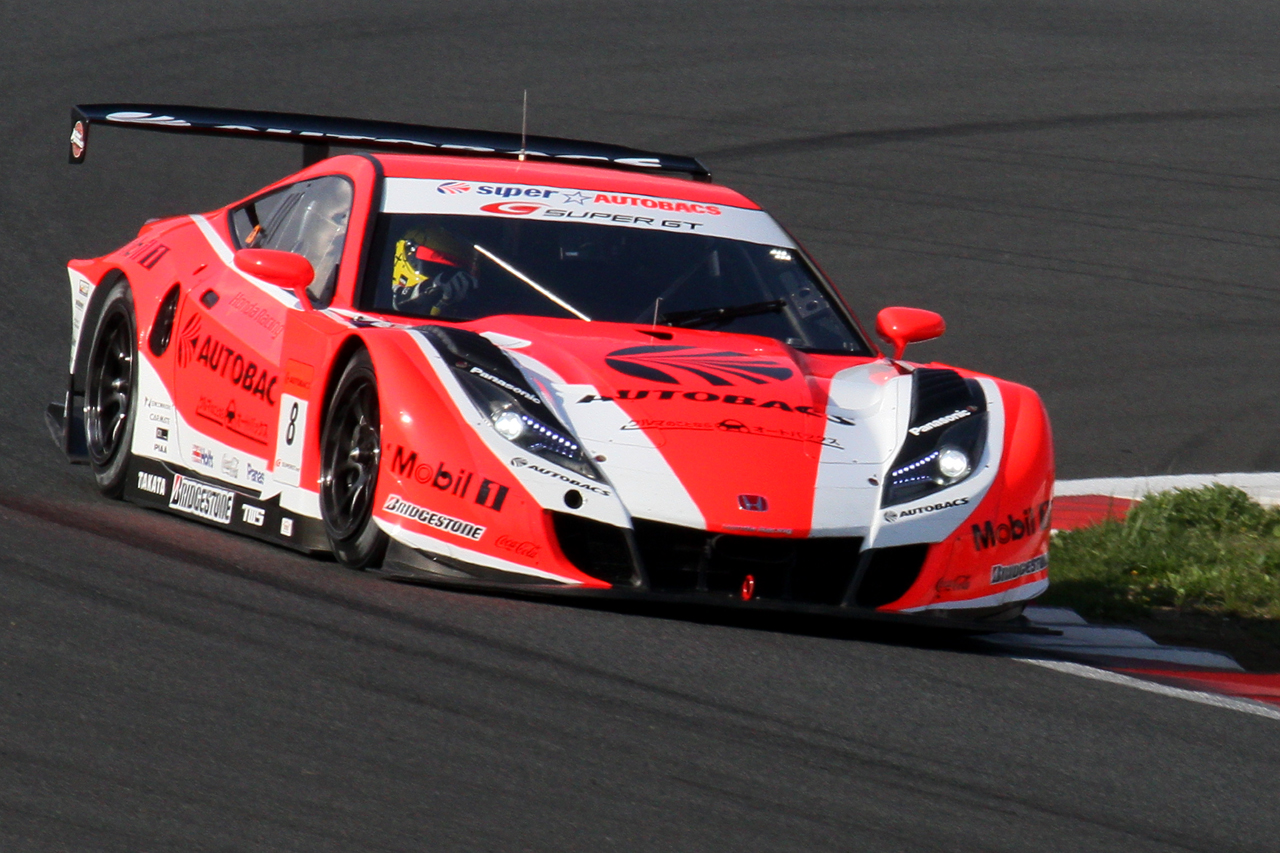
HSV-010 GT du team ARTA (Autobacs Racing Team Aguri).
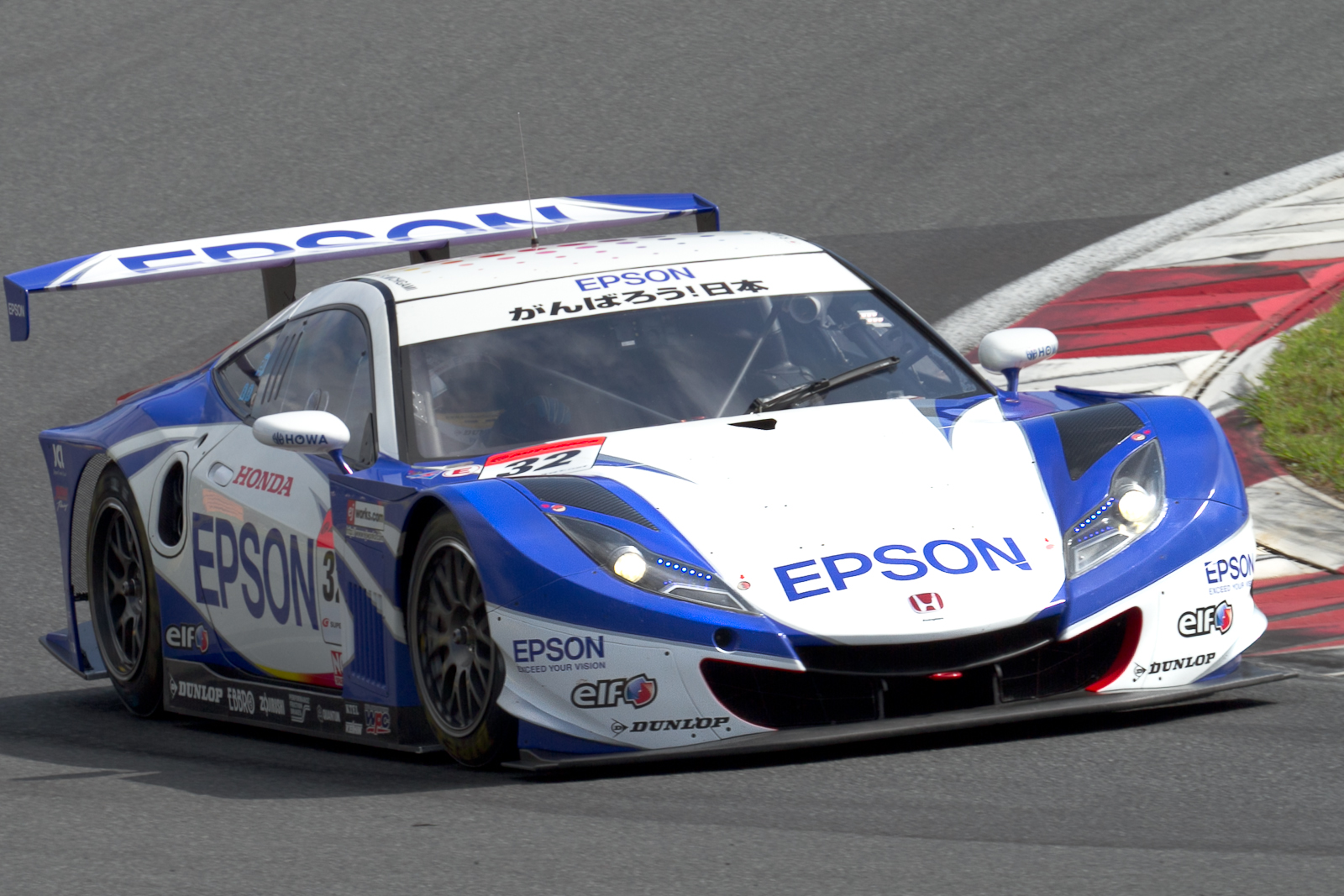
HSV-010 GT du team Nakajima.
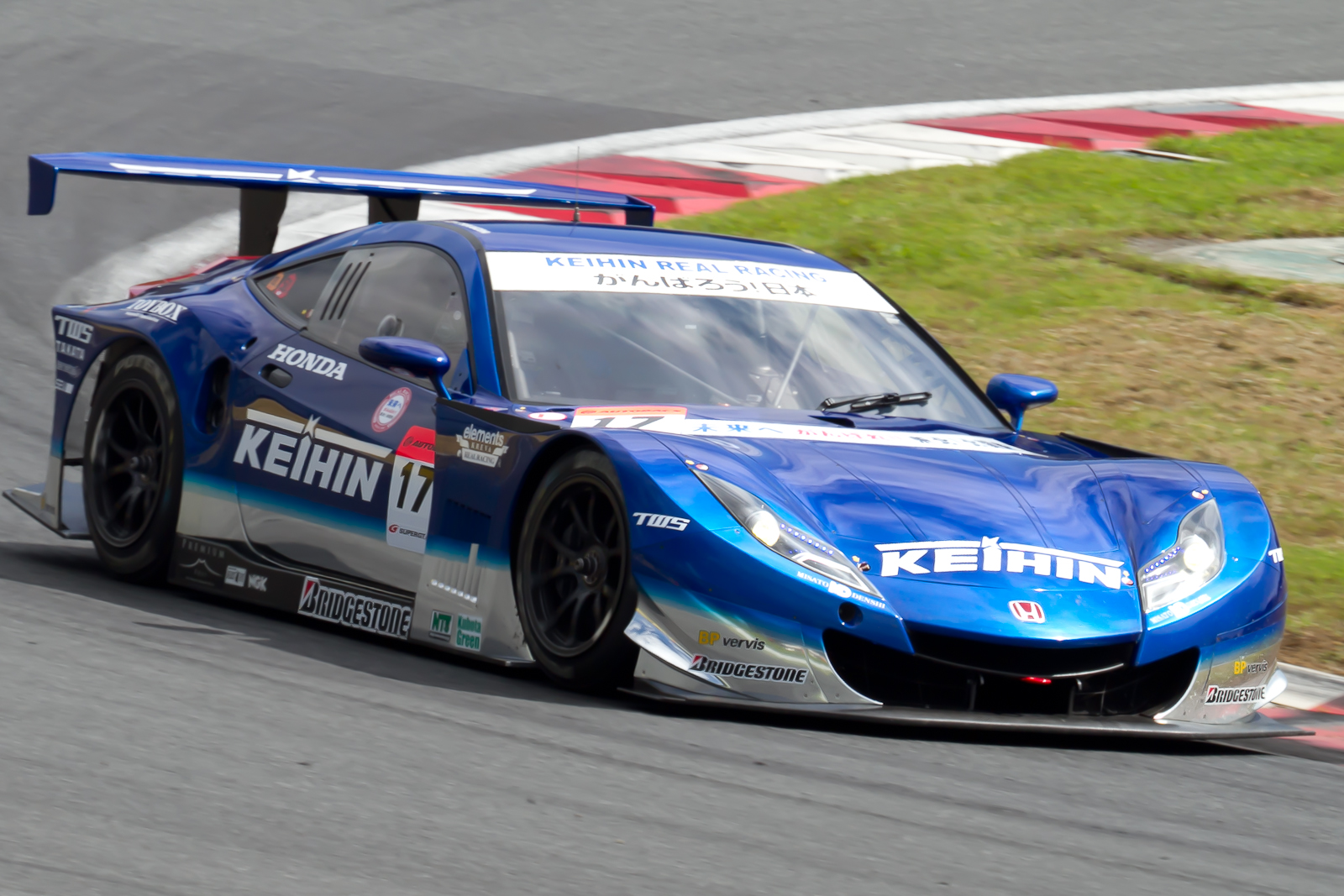
HSV-010 GT du team Real Racing.